# Panton Hill
Panton Hill – miasto w Australii, w stanie Wiktoria.